# Jan van Genève (-1370)
Jan van Genève (overleden in 1370) was van 1369 tot aan zijn dood graaf van Genève.

## Levensloop
Jan was de derde zoon van graaf Amadeus III van Genève en diens echtgenote Maria, dochter van graaf Robert VII van Auvergne.
Hij werd voorbestemd voor een kerkelijke loopbaan en studeerde canoniek recht aan de Universiteit van Bologna. In 1359 werd hij kanunnik in Lyon, waarna hij in 1363 kanunnik in Parijs werd. In 1365 werd hij benoemd kanunnik in Reims, Amiens, Valladolid en Tours.
In augustus 1367 stierf zijn oudste broer Aymon III, in december 1369 gevolgd door zijn oudere broer Amadeus IV. Omdat beiden ongehuwd en kinderloos gebleven waren, werd Jan graaf van Genève. Een jaar later, in 1370, stierf hij. Omdat ook hij ongehuwd en kinderloos was, werd hij opgevolgd door zijn jongere broer Peter.